# Avnbøl
Avnbøl – miasto w Danii, w regionie Dania Południowa, w gminie Sønderborg.